# WISE J0744+5628
WISE J0744+5628 (= EQ J0744+5628) is een bruine dwerg met de spectraalklasse T8. De ster bevindt zich 48,2 lichtjaar van de zon.